# Еваз

Еваз

Еваз (англ. Ehwaz) — дев'ятнадцята руна германського Старшого (першого) Футарка. Відповідає кириличній літері E і латиничній E. Назва руни означає «кінь».
Пряме примордіальне значення: переміщення. Рух і зміни на краще. Вказує на поступовий розвиток і прогрес. Гармонія, взаємодія, довіра, лояльність. Ідеальна пара або товариш.
Протилежне до нього примордіальне значення: переміни, яких ви, можливо, жадаєте. Почуття занепокоєння або обмеження в ситуації. Непотрібна поспішність, дисгармонія, недовір'я, зрада (це не явно негативна руна).